# 6-й гвардейский механизированный корпус
6-й гвардейский механизированный Львовский ордена Ленина, Краснознамённый, ордена Суворова корпус — соединение (механизированный корпус) танков и пехоты РККА ВС СССР.
Сокращённое наименование — 6 гв. мк.

## История формирования. Боевой путь
- (Схема. Боевой путь)Боевой путь 6-го гвардейского механизированного корпуса. Схема

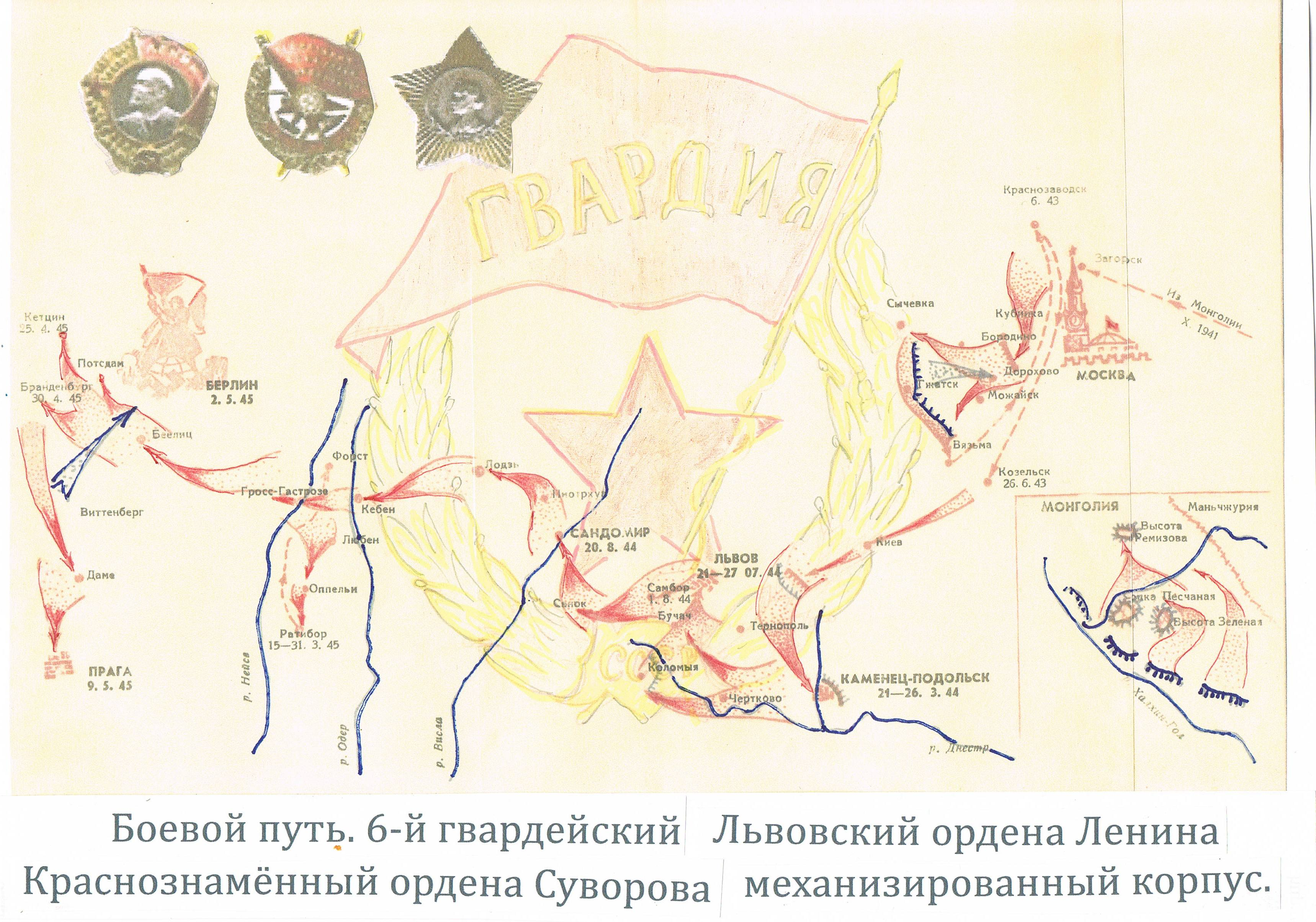
Боевой путь 6-го гвардейского механизированного корпуса. Схема

6-й гвардейский Львовский орденов Ленина и Суворова Краснознамённый механизированный корпус ведёт свою историю от 82-й стрелковой дивизии (бывш. 471 сд), сформированной в Пермской области в 1932 году. С 17 июня 1939 года дивизия отправлена в МНР и участвовала в разгроме японских захватчиков на реке Халхин-Гол и озере Буирнур.
За доблесть и мужество, проявленные личным составом при выполнении боевых заданий правительства, 601-й стрелковый полк и 82-й гаубичный артиллерийский полк награждены орденом Красного Знамени.
За активные и смелые действия в боях в районе сопок Песчаная и Зелёная 210-й стрелковый полк получил благодарность от командующего 1-й армейской группы. 1910 воинов дивизии удостоены орденов и медалей, а двое — звания Советского Союза Героя Советского Союза.
В начале Великой Отечественной войны 82-я моторизованная дивизия переформирована в 82-ю мотострелковую дивизию.
С 7 октября 1941 года 82-я мотострелковая дивизия была отправлена в распоряжение Ставки ВГК.
22 октября 1941 года дивизия вошла в состав действующей армии.
К 25 октября 1941 года была переброшена под Москву в район г. Загорск Московской области и включена в состав 5-й армии Западного фронта.
Приказом Народного Комиссара обороны СССР от 17 марта 1942 года № 78 за проявленную отвагу в боях с немецкими захватчиками, стойкость, мужество, дисциплинированность и героизм личного состава 82-я мотострелковая дивизия преобразована в 3-ю гвардейскую мотострелковую дивизию.
В дальнейшем дивизия награждена орденом Красного Знамени.

### Формирование 6-го гв. мехкорпуса
С 17-го июня 1943 года в районах городов Загорск и Краснозаводск Московской области на базе 3-й гвардейской мотострелковой дивизии и 49-й механизированной бригады был сформирован 6-й гвардейский механизированный корпус.
6-й гвардейский механизированный корпус стал последним корпусом БТМВ, созданным на базе иного формирования, а именно — 3-й гвардейской мотострелковой дивизии. Поскольку в дивизии имелось лишь 2 полка, то из них сформировали только две гвардейские бригады (16-ю, 17-ю). Третью бригаду (49-ю) взяли из 5-го механизированного корпуса, включив дополнительно 29-й и 56-й отдельные танковые полки.
Корпус остался до конца войны единственным, который не имел танковой бригады, хотя вместо неё и имелось 3 отдельных танковых полка, не считая полков бригад. С момента создания и до конца войны корпус входил в состав 4-й танковой армии, поменяв наименование своих частей на гвардейские вместе с армией в марте 1945 г.

### Периоды вхождения в состав Действующей армии
- 20 июля 1943 года - 19 сентября 1943 года
- 27 февраля 1944 года - 11 мая 1945 года[6]

## Вооружение и военная техника
На 1 июля 1944 года корпус имел: 15307 чел., 120 танков Т-34, 6 СУ-85, 45 76-мм орудий, 12 85-мм орудий, 26 45-мм орудий, 4 57-мм орудия, 90 82-мм орудий, 120-мм миномётов, 16 37-мм орудий, 34 ДШК, 135 станковых пулемётов, 336 ручных пулемётов, 1188 ПП.

## Состав корпуса
- 16-я гвардейская механизированная Львовская ордена Ленина, Краснознамённая, орденов Суворова, Кутузова и Богдана Хмельницкого бригада
  - 28-й танковый полк (с 17.03.1945 — 114-й гвардейский танковый Пражский орденов Кутузова и Богдана Хмельницкого полк)
- 17-я гвардейская механизированная Петроковская дважды Краснознамённая, орденов Суворова, Кутузова и Богдана Хмельницкого бригада)
  - 126-й танковый полк (с 17.03.1945 — 115-й гвардейский танковый Бранденбургский орденов Суворова, Кутузова и Богдана Хмельницкого полк)
- 49-я механизированная бригада (с 17.03.1945 — 35-я гвардейская механизированная Каменец-Подольская бригада)
  - 127-й танковый полк (с 17.03.1945 — 116-й гвардейский танковый полк)
- 29-й отдельный танковый полк (с 17.03.1945 — 117-й гвардейский танковый полк)
- 56-й отдельный танковый полк (с 17.03.1945 — 118-й гвардейский танковый полк)
- 1-й гвардейский самоходно-артиллерийский Львовский ордена Богдана Хмельницкого полк
- 1433-й самоходный артиллерийский полк (с 17.03.1945 — 423-й гвардейский самоходный артиллерийский полк)
- 1727-й самоходный артиллерийский полк (с 17.03.1945 — 424-й гвардейский самоходный артиллерийский полк)

### Части и соединения, входившие в состав 6 гвардейского механизированного корпуса
| По состоянию на: | мбр      | отп        | сап       | минп | иптап | лап | зенап | мцб | оиптдн | омдн | озадн |
| 01.07.1943       | 16,17,49 | 29,56      | 1         | 240  | 51    |     |       |     | 740    |      | 31    |
| 01.08.1943       | 16,17,49 | 29,56      | 1         | 240  | 51    |     |       | 95  | 740    |      | 31    |
| 01.09.1943       | 16,17,49 | 29,56      | 1         | 240  | 51    |     |       | 95  | 740    |      | 31    |
| 01.10.1943       | 16,17,49 | 29,56      | 1         | 240  | 51    |     |       | 95  | 740    |      | 31    |
| 01.11.1943       | 16,17,49 | 29,56      | 1         | 240  | 51    |     |       | 95  | 740    |      | 31    |
| 01.12.1943       | 16,17,49 | 29,56      | 1         | 240  | 51    |     |       | 95  | 740    |      | 31    |
| 01.02.1944       | 16,17,49 | 29,56      | 1         | 240  | 51    |     |       | 95  | 740    | 52   | 31    |
| 01.03.1944       | 16,17,49 | 29,56      | 1         | 240  | 51    |     |       | 95  | 740    | 52   | 31    |
| 01.04.1944       | 16,17,49 | 29,56      | 1         | 240  |       | 51  |       | 95  | 740    | 52   | 31    |
| 01.05.1944       | 16,17,49 | 29,56      | 1         | 240  |       | 51  | 396   | 95  | 740    | 52   | 31    |
| 01.06.1944       | 16,17,49 | 29,56      | 1         | 240  | 51    |     | 396   | 95  | 740    | 52   |       |
| 01.07.1944       | 16,17,49 | 29,56      | 1         | 240  |       | 51  | 396   | 95  | 740    | 52   |       |
| 01.08.1944       | 16,17,49 | 29,56      | 1         | 240  |       | 51  | 396   | 95  | 740    | 52   |       |
| 01.09.1944       | 16,17,49 | 29,56      | 1         | 240  |       | 51  | 396   | 95  | 740    | 52   |       |
| 01.10.1944       | 16,17,49 | 29,56      | 1         | 240  |       | 51  | 396   | 95  | 740    | 52   |       |
| 01.11.1944       | 16,17,49 | 29,56      | 1         | 240  |       | 51  | 396   | 95  | 740    | 52   |       |
| 01.12.1944       | 16,17,49 | 29,56      | 1,1433    | 240  |       | 51  | 396   | 95  | 740    | 52   |       |
| 01.01.1945       | 16,17,49 | 28,29,56   | 1,1433    | 240  |       |     | 396   | 95  |        | 52   |       |
| 01.02.1945       | 16,17,49 | 28,29,56   | 1,1433    | 240  |       |     | 396   | 95  |        | 52   |       |
| 01.03.1945       | 16,17,49 | 28,29,56   | 1,1433    | 240  |       |     | 396   | 95  |        | 52   |       |
| 01.04.1945       | 16,17,49 | 28,29,56   | 1433,1727 | 240  |       |     | 427   | 95  |        | 52   |       |
| 01.05.1945       | 16,17,35 | 28,116,118 | 423,424   | 240  |       |     | 427   | 19  |        | 52   |       |

Пояснения к таблице:
- мбр — механизированная бригада, жирным выделены гвардейские механизированные бригады
- отп — отдельный танковый полк, жирным выделен гвардейский танковый полк
- лап — лёгкий артиллерийский полк, жирным выделен гвардейский лёгкий артиллерийский полк
- иптап — истребительно-противотанковый полк
- зенап — зенитно-артиллерийский полк
- сап — самоходно-артиллерийский полк, жирным выделен гвардейский тяжёлый самоходно-артиллерийский полк
- минп — миномётный полк
- мцб — мотоциклетный батальон, жирным выделен гвардейский мотоциклетный батальон
- иптдн — истребительно-противотанковый дивизион, жирным выделен гвардейский истребительно-противотанковый дивизион
- омдн — миномётный дивизион
- озадн — зенитно-артиллерийский дивизион, жирным выделен гвардейский зенитно-артиллерийский дивизион

Части управления корпуса:
- 33-й отдельный гвардейский батальон связи
- 22-й отдельный гвардейский сапёрный батальон
- 95-й отдельный ремонтно-восстановительный батальон (до 20 декабря 1944 года)
- 541-я полевая танкоремонтная база (с 20 декабря 1944 года)
- 542-я полевая авторемонтная база (с 20 декабря 1944 года)
- 167-я отдельная рота химической защиты
- 355-я отдельная автотранспортная рота подвоза ГСМ
- авиационное звено связи
- 165-й полевой автохлебозавод
- 330-я полевая касса Госбанка
- 305-я военно-почтовая станция

Перечень № 4 Управлений корпусов, входивших в состав действующей армии в годы Великой Отечественной войны 1941—1945 гг. / Покровский А. П. — М.: Министерство обороны, 1956. — 151 с.

## Боевой путь корпуса в годы Великой Отечественной войны
В составе 4-й танковой армии 6-й гвардейский механизированный корпус участвовал в:
- Орловской наступательной операции (операция «Кутузов») [12.07.1943 — 18.08.1943]
- Проскуровско-Черновицкой наступательной операции [04.03.1944 — 17.04.1944]
  - В ходе Проскуровско-Черновицкой наступательной операции в освобождении городов:
    - Скалат. Освобождён 21 марта 1944 г.
    - Каменец-Подольск (Каменец-Подольский). Освобождён 26 марта 1944 г.
- Львовско-Сандомирской наступательной операции [13.07.1944 — 29.08.1944]
  - В ходе Львовско-Сандомирской наступательной операции участвовал в освобождении городов:
    - Перемышляны. Освобождён 20 июля 1944 г
    - Львов. Освобождён 27 июля 1944 г.
    - Комарно. Освобождён 29 июля 1944 г.
- Сандомирско-Силезской наступательной операции [12.01.1945 — 03.02.1945]
- Нижне-Силезской наступательной операции [08.02.1945 — 24.02.1945]
- Верхне-Силезской наступательной операции [15.03.1945 — 31.03.1945]
- Берлинской наступательной операции [16.04.1945 — 08.05.1945]
- Пражской наступательной операции [06.05.1945 — 11.05.1945]

## Награды корпуса
- июнь 1943 года —  «Гвардейский» — почетное звание унаследовано от 3 гвардейской мотострелковой дивизии;
- июнь 1943 года —  Орден Красного Знамени — унаследован от 3 гвардейской мотострелковой Краснознамённой дивизии, на базе которой был сформирован корпус;
- 10 августа 1944 августа — Львовский — почетное наименование присвоено приказом Верховного Главнокомандующего № 0256 от 10 августа 1944 года за отличие в боях при освобождении города Львов
- 26 апреля 1945 года —  Орден Суворова II степени — награждён указом Президиума Верховного Совета СССР от 26 апреля 1945 года за образцовое выполнение заданий командования боях с немецкими захватчиками при овладении городами Нейссе и Леобшютц и проявленные при этом доблесть и мужество;[8]
- 28 мая 1945 года —  Орден Ленина — награждён указом Президиума Верховного Совета СССР от 28 мая 1945 года за образцовое выполнение заданий командования в боях с немецкими захватчиками по завершению окружения Берлина, овладению городами Науэн, Эльшталь, Рорбек, Марквардт, Кетцин и проявленные при этом доблесть и мужество[9]

Награды частей Управления корпуса:
- 33-й отдельный гвардейский орденов Богдана Хмельницкого[10], Александра Невского[11] и Красной Звезды[12] батальон связи
- 22-й отдельный гвардейский сапёрный орденов Богдана Хмельницкого[10], Александра Невского[13] и Красной Звезды[11] батальон

## Командование корпуса
Командир корпуса:
- Акимов, Александр Иванович, гвардии генерал-майор, с 15.12.1943 генерал-лейтенант — (26.06.1943 — 06.12.1944)
- Орлов, Василий Фёдорович, гвардии полковник — (07.12.1944 — 18.03.1945)
- Корецкий, Василий Игнатьевич, гвардии полковник — (19.03.1945 — 30.04.1945)
- Пушкарёв, Сергей Филиппович, гвардии полковник — (30.04.1945 — 11.05.1945)

Военный комиссар корпуса, с конца 1942 года — заместитель командира корпуса по политической части:
- гвардии полковник Г. И. Потапов

Начальники штаба корпуса:
- гвардии полковник Аркуша, Александр Иванович
- гвардии полковник Корецкий, Василий Игнатьевич.

Заместитель командира корпуса по строевой части
00.07.1943 - 00.11.1943	Лесовой, Андрей Львович, полковник
16.01.1944 - 21.02.1944, ид	Ярков, Алексей Константинович, полковник
21.02.1944 - 02.05.1944	Ярков, Алексей Константинович, полковник
00.09.1944 -	Доропей, Сергей Климентьевич, полковник
02.12.1944 - 12.02.1944	Орлов, Василий Фёдорович, полковник
00.03.1945	Андреев, Василий Иванович (танкист), полковник
00.04.1945 -	Подковский, Алексей Семёнович, полковник

## Снайперы-танкисты
| Ф.И.О                          | Должность                                                                                    | Звание                    | Победы | Типы танков           | Обстоятельства подвигов                                                                                                  |
| ------------------------------ | -------------------------------------------------------------------------------------------- | ------------------------- | ------ | --------------------- | --- |
| Кашников Пётр Михайлович       | командир танка 115-го гвардейского танкового полка 17-й гвардейской механизированной бригады | гвардии младший лейтенант | 17     | Т-34-85 «Мать—Родина» | из них в боях за Потсдам: танков Т-6 — 4, Т-5 — 3, а также БТР — 4, автомашин — 9, ПТО-75 — 2, погиб 29.04.1945          |
| Байда, Кирилл Иванович         | командир танка 93-й отдельной танковой бригады                                               | гвардии старший лейтенант | 11     | Т-34 «Боевая подруга» | за 20—21.07.1944 в боях за Львов, также до 2-х батальонов пехоты, погиб 30.07.1944                                       |
| Тонких Тимофей Фёдорович       | командир танка 115-го гвардейского танкового полка 17-й гвардейской механизированной бригады | гвардии младший лейтенант | 10     |                       | из них в районе Петерсхайн: танков Т-6 — 4, Т-5 — 2, Т-4 — 4, а также бронетранспортёров — 6, автомашин — 12, ПТО-75 — 3 |
| Ушаков, Александр Кириллович   | Наводчик СУ-85 1-го гвардейского самоходно-артиллерийского полка                             | гвардии старший сержант   | 9      | СУ-85                 | из них в боях 9—21.03.1944 под городом Скалат Т-6 — 6, Т-4 — 3                                                           |
| Жилин, Егор Павлович           | командир взвода 56-го отдельного танкового полка                                             | гвардии лейтенант         | 7      |                       | со взводом 7 танков, 2 БА, погиб 30.07.1944                                                                              |
| Жужукин Иван Фёдорович         | командир танка 28-го танкового полка 16-й гвардейской механизированной бригады               | гвардии младший лейтенант | 7      | ИС-2                  | |
| Гусев, Иван Петрович           | командир взвода танков Т-34 28-го танкового полка 16-й гвардейской механизированной бригады  | гвардии старший лейтенант | 6      | Т-34                  | все в бою 13 и 14.01.1945 из них Т-5 — 1, а также 30 автомашин, 13 БТР, погиб 23.03.1945                                 |
| Алеевский, Алексей Ильич       | 28-го танкового полка 16-й гвардейской механизированной бригады                              | гвардии лейтенант         | 5      | Т-34                  | Также 3 БТР, 4 зенитных орудия и миномётная батарея                                                                      |
| Доронин, Василий Александрович | командир роты 28-го танкового полка 16-й гвардейской механизированной бригады                | гвардии старший лейтенант | 3      |                       | с ротой 3 тяж. орудия и захватил 3 танка                                                                                 |
| Загайнов, Степан Тарасович     | командир танка Т-34 126-го танкового полка 17-й гвардейской механизированной бригады         | гвардии лейтенант         | 3      | Т-34                  | 1 танк; 2 САУ; 3 БТР, погиб 04.02.1945                                                                                   |
| Сарана, Иван Петрович          | командир взвода 56-го отдельного танкового полка                                             | гвардии лейтенант         | 3      |                       | со взводом 3 танка и 2 БА, погиб 28.04.1944                                                                              |
| Востриков, Василий Дмитриевич  | механик-водитель 126-го танкового полка 17-й гвардейской механизированной бригады            | гвардии старший сержант   | 2      |                       | 2 штурмовых орудия, 2 ПТО, 3 БТР, погиб 04.02.1945                                                                       |

## Отличившиеся воины
Герои Советского Союза:
- Алексеев, Сергей Константинович, гвардии старшина, командир взвода разведки мотострелкового батальона 17-й гвардейской механизированной бригады.
- Галин, Михаил Петрович, гвардии капитан, командир пулемётной роты 2-го мотострелкового батальона 17-й гвардейской механизированной бригады.
- Гудимов, Иван Васильевич, гвардии полковник, командующий артиллерией корпуса.
- Дикарев, Виктор Михайлович, гвардии капитан, командир мотострелкового батальона 17-й гвардейской механизированной бригады.
- Жужукин, Иван Фёдорович, гвардии младший лейтенант, командир танка 28-го гвардейского отдельного тяжёлого танкового полка.
- Загайнов, Степан Тарасович, гвардии лейтенант, командир танка 126-го танкового полка 17-й гвардейской механизированной бригады.
- Кержнев, Тагир Калюкович, гвардии старший сержант, командир отделения разведывательной роты 17-й гвардейской механизированной бригады.
- Кидалов, Фёдор Николаевич, гвардии красноармеец, наводчик орудия артиллерийского дивизиона 17-й гвардейской механизированной бригады.
- Костяков, Борис Александрович, гвардии старший сержант, командир орудия артиллерийского дивизиона 17-й гвардейской механизированной бригады.
- Лызенко, Николай Романович, гвардии старший лейтенант, командир мотострелковой роты 17-й гвардейской механизированной бригады.
- Максимов, Тимофей Максимович, гвардии лейтенант, парторг 2-го мотострелкового батальона 17-й гвардейской механизированной бригады.
- Мелетян, Арутюн Рубенович, гвардии младший лейтенант, командир взвода мотострелкового батальона 17-й гвардейской механизированной бригады.
- Назаров, Туйчи, гвардии красноармеец, стрелок 2-го мотострелкового батальона 17-й гвардейской механизированной бригады.
- Назарьев, Георгий Андреевич, гвардии сержант, командир отделения мотострелкового батальона 17-й гвардейской механизированной бригады.
- Огуленко, Максим Артёмович, гвардии красноармеец, стрелок 17-й гвардейской механизированной бригады.
- Орлов, Василий Фёдорович, гвардии полковник, командир корпуса.
- Просяник, Емельян Иванович, гвардии красноармеец, стрелок 17-й гвардейской механизированной бригады.
- Романенко, Александр Фомич, гвардии подполковник, корпусной инженер.
- Рывж, Всеволод Езупович, гвардии полковник, командир 16-й гвардейской механизированной бригады.

 Кавалеры ордена Славы трёх степеней:
- Велижанцев, Александр Фёдорович, гвардии младший сержант — механик-водитель СУ-85 1-го гвардейского Львовского ордена Богдана Хмельницкого самоходно-артиллерийского полка.
- Гришин, Михаил Иванович, гвардии старший сержант — механик-водитель самоходной артиллерийской установки 1-го гвардейского Львовского ордена Богдана Хмельницкого самоходно-артиллерийского полка.
- Гусев, Михаил Федотович, ефрейтор — разведчик взвода разведки роты управления 29-го отдельного Краснознаменного танкового полка.
- Калмыков, Борис Фёдорович (1924 — 1997) — командир отделения инженерно-минной роты 35-я гвардейская механизированная Каменец-Подольская бригада кавалер ордена Славы трёх степеней